# 布維安本達
布維安本達（英語：Chamoi Bunda）是西非國家甘比亞的城鎮，位於上河區的武里縣。 根據2009年所做的人口調查顯示，居住於布維安本達的總人口數量為785人。